# 키잉
키잉(keying)은 두 개의 꽉 찬 프레임 영상을 합치는 비공식 용어로, 빛이나 색의 값으로 정보를 구분해 낸다.

## 크로마 키
크로마 키는 한 영상을 다른 영상과 겹쳐 색을 빼는 기술이다.

## 루마 키
루마 키는 투명도(알파 채널)를 적용하여 실제 불 같은 장면이나 자막 효과 등에 쓰일 수 있다. 디지털 합성 기술이다.

## 디퍼런스 키
디퍼런스 키(difference key)는 배경 물체의 키가 빠지는 장면의 배경판을 사용하여, 소프트웨어는 소스 영상과, 키가 빠지는 그리드와 맞지 않는 부분의 화소가 어디인지 알아낸다.
이를테면, 물체가 벽 앞에 있으면, 같은 벽의 카메라에서 찍힌 사진이 사용된다. 이것은 같은 카메라 각도, 초점, 거리에서 촬영되어야 한다. 소프트웨어는 키 처리된 영상과 원래의 사진을 비교하여 차이가 있는 마스크를 만들어낸다.

## 매트 키
매트 키 (Matte Key)는 3 개의 영상을 사용한다. 2 개의 영상은 합성되고, 3 번째 흑백 영상(소위 "마스크")은 흰 색을 나타내는 영상, 검은색을 나타내는 영상, 회색을 나타내는 두개를 혼합한 영상과 더불어 2 개의 영상 합성을 명령한다.
보통, "아래"의 영상을 "beauty"라고 일컬으며 위에서 보이는 영상은 아래의 영상을 메꾼다. "크로마, 루마, 매트"와 같은 요소를 구분 짓는 것은 키 또는 매트라고 부른다.

### 다운스트림 키
다운스트림 키(DSK)는 매트 키잉 방식이므로, 3개의 이미지나 영상 신호를 사용한다. DSK 1, DSK 2, DSK 3로 나뉜다.